# 각막반사

각막반사(corneal reflex)는 주변 자극으로 인해 발생할 수 있지만 각막 자극(예: 만지거나 이물질에 의해)으로 인해 발생하는 눈꺼풀의 비자발적 깜박임이다. 자극은 직접적이고 합의된 반응(반대 눈의 반응)을 모두 이끌어내야 한다. 반사는 0.1초의 빠른 속도로 일어난다. 이 반사의 목적은 이물질과 밝은 빛(후자는 광학 반사로 알려져 있음)으로부터 눈을 보호하는 것이다. 눈 깜박임 반사는 40~60dB 이상의 소리가 들릴 때도 발생한다.
반사는 다음에 의해 매개된다.
- 삼차신경(CN V) 안구분지(V1)의 비선상분지(Nasociliary Branch)는 각막(구심성 섬유)의 자극만을 감지한다.
- 운동 반응(원심성 섬유)을 시작하는 얼굴신경(CN VII)의 측두 및 광대뼈 분지.
- 중심(핵)은 뇌줄기의 뇌교에 위치한다.

콘택트 렌즈 사용 시 이 반사 테스트의 감소나 폐지가 가능하다.
반면에, 광학 반사(optical reflex)는 더 느리며 뇌의 후두엽에 있는 시각 피질에 의해 매개된다. 9개월 미만의 유아에게는 반사가 없다.
각막 반사 검사는 특히 FOUR 점수와 같은 혼수상태를 평가할 때 일부 신경학적 검사의 일부이다. 삼차신경의 눈가지(V1)가 손상되면 해당 눈을 자극할 때 각막 반사가 나타나지 않는다. 한쪽 각막을 자극하면 일반적으로 합의된 반응이 나타나며 양쪽 눈꺼풀은 정상적으로 닫힌다.

## 같이 보기
- 반사 (생리학)